# Саламандра Ґельверсона
Саламандра Ґельверсона (Lyciasalamandra helverseni) — вид земноводних родини саламандрових (Salamandridae). Один із 7 видів роду Lyciasalamandra. Поширений у Греції. Раритетний вид, занесений до Червоного списку МСОП. Отруйна амфібія.

## Опис
Загальна довжина досягає 12—14 см. Хвіст дорівнює або менше за тіло. Тулуб стрункий та кремезний з 11—13 слабко помітними реберної борознами. На горлі присутні шкіряна складка. На задній частині голови помітні отруйні залози (паротиди). Спостерігається статевий диморфізм: самиці більші за самців. Голова сплощена та витягнута. У самця зверху хвоста є колосоподібний виступ та шлюбні мозолі на передніх кінцівках.
Загальне забарвлення коливається від сіруватого до чорного з низкою білих смуг, що можуть створювати смуги. Білі плями тягнуться від очей до черева. Паротиди звичайно чорного кольору. Забарвлення спини темно-коричневе з жовтими плямами по середині. Боки жовті. Паротиди темні або жовто-чорні. Горло жовтувато-рожевого кольору. Черево дуже бліде. Лапи і хвіст коричневі або чорні. Нижня сторона хвоста помаранчево-жовта.

## Поширення
Вид поширений на грецьких островах Карпатос, Касос і Сарія, що розташовані в південно-східній частині Егейського моря.

## Особливості біології
Населяє чагарникові та скелясті місцевості. Активна вночі. Найбільшу активність проявляє в найбільш прохолодні та вологі зимові місяці, на які припадає і сезон розмноження.
Статева зрілість настає у віці близько 3 років.  Парування відбувається амплексусом. Розмноження ніяк не пов'язане з водою. Яйця розвиваються усередині матки. Цим тваринам властива оофагія, коли сильні личинки  поїдають незапліднені яйця або більш слабких личинок. Через 5—8 місяців з'являються повністю розвинені дитинчата.

## Охорона
Раритетний вид земноводних, занесений до Червоного списку МСОП (охоронна категорія: вразливий вид).